# Hippocampus zebra
Hippocampus zebra là một loài cá thuộc họ Syngnathidae. Nó là loài đặc hữu của Úc. 
Loài này được tìm thấy ở quanh các rạn san hô. Chiều sâu tối đa nơi sinh sống của chúng được ghi nhận được là 69 m.